# Aphnaeus rubicundus
Aphnaeus rubicundus är en fjärilsart som beskrevs av Hans Fruhstorfer 1912. Aphnaeus rubicundus ingår i släktet Aphnaeus och familjen juvelvingar. Inga underarter finns listade i Catalogue of Life.